# Emparedamiento

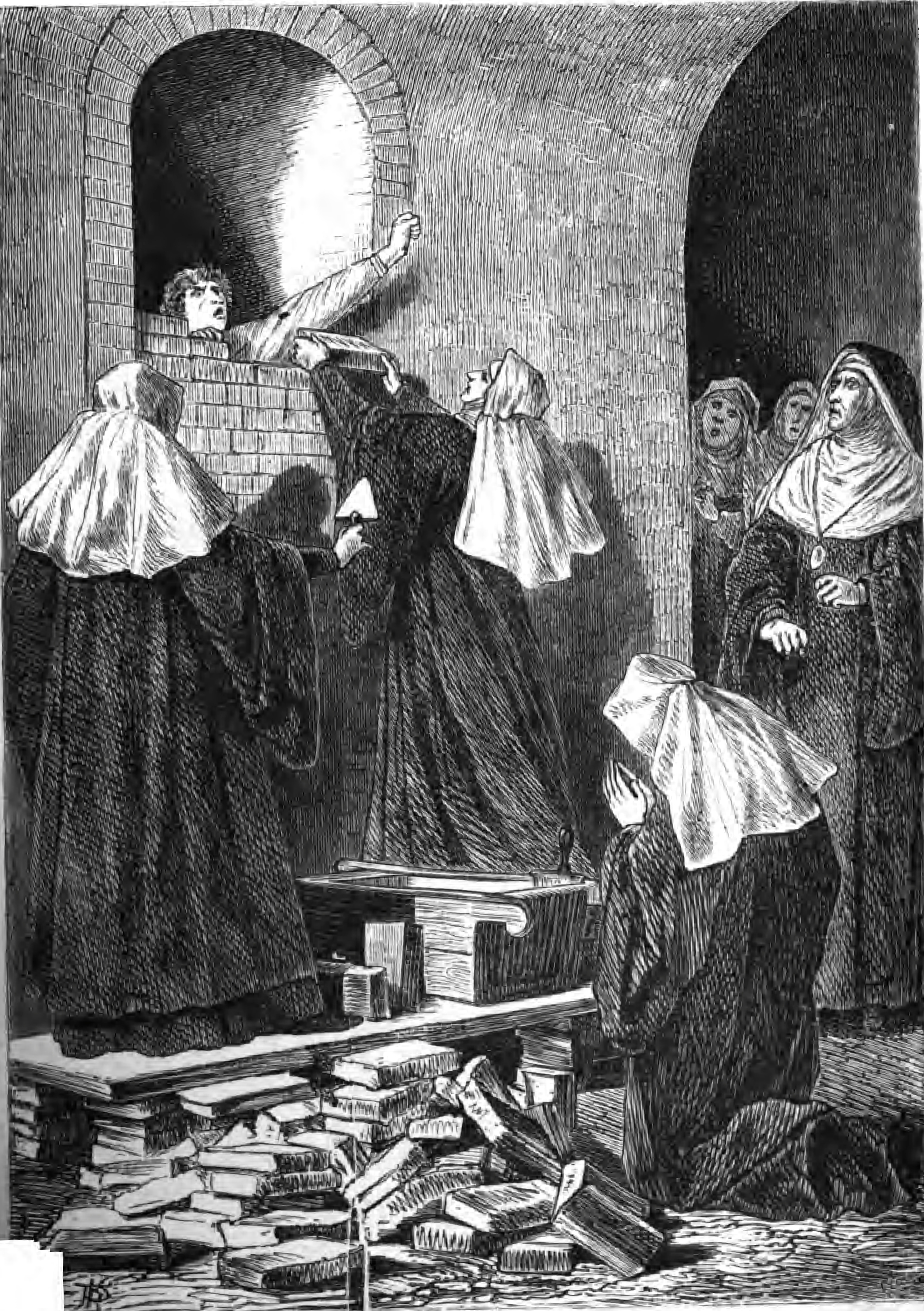
La monja emparedada, grabado de 1868 de Vinzenz Katzler.

El emparedamiento es una forma de encarcelar a una persona, normalmente de manera perpetua, que consiste en encerrar al condenado en un espacio completamente cerrado, sin ninguna salida. Esto incluye el castigo de confinamiento en lugares extremadamente estrechos, como el interior de un ataúd. Cuando se usa como método de ejecución, el prisionero se abandona allí para morir de inanición o deshidratación. Esta forma de pena capital es distinta de ser enterrado con vida, en la cual la muerte se produce por asfixia.
Hay algunos ejemplos de emparedamiento como método de ejecución, en el que se busca la muerte del condenado por inanición. Las vestales vírgenes en la Antigua Roma podían ser condenadas a emparedamiento si rompían sus votos de castidad y en la antigua Persia está bien documentada esta práctica como condena para ladrones, incluso hasta el siglo XX. Existen algunas evidencias ambiguas de esta práctica, en su variante de encierro en cajas o ataúdes, en Mongolia.
Sin embargo, se han atestiguado o relatado incidentes aislados de emparedamiento, aunque no como tradiciones habituales, en numerosas partes y épocas del mundo, ya sea durante guerras o procesos revolucionarios, o como método de sacrificio humano ritual en algunas culturas. Asimismo, existen numerosas historias de emparedamientos en la leyenda o el folclore, en las cuales aparece como una forma de pena de muerte. Los hallazgos de restos humanos que de vez en cuando se han producido detrás de paredes o en habitaciones abandonadas de inmuebles antiguos se afirma que son evidencias de prácticas sacrificiales o formas de castigo.